# Evalyn Knapp
Evalyn Knapp, nata Evelyn Pauline Knapp (Kansas City, 17 giugno 1906 – Los Angeles, 12 giugno 1981), è stata un'attrice statunitense.

## Biografia
Esordì nel 1928 a Broadway con una piccola parte nella commedia teatrale Mr. Moneypenny. L'anno dopo recitò in numerosi cortometraggi finché non ebbe il primo ruolo da protagonista nel western River's End (1930) di Michael Curtiz. Nel 1931 recitò con George Arliss in The Millionaire e con Edward G. Robinson e James Cagney in Smart Money. Quell'anno fu ricoverata per alcuni mesi in ospedale a causa di una caduta che le procurò la frattura di alcune vertebre. Nel 1934 sposò il suo medico, George Snyder, col quale visse fino alla morte di lui nel 1977.
Nel 1932 fu scelta tra le quindici "WAMPAS Baby Stars" e la sua carriera proseguì interpretando soprattutto ruoli da protagonista, seppure in film di secondo piano, fino a Wanted by the Police (1938). Da allora ebbe poche e marginali apparizioni, lasciando il cinema nel 1943. 
Era sorella di un noto compositore e direttore d’orchestra, Orville Knapp, marito dell'attrice Gloria Grafton. Orville morì tragicamente nel 1936, precipitando con il suo aereo privato. 
Evalyn Knapp si spense nel 1981. Fu cremata e le sue ceneri disperse nell'oceano.

## Riconoscimenti
- WAMPAS Baby Star nel 1932

## Filmografia parziale

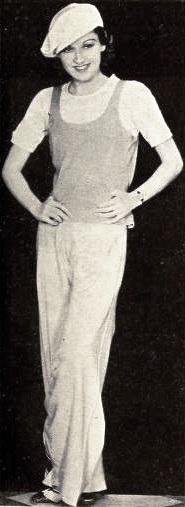
Evalyn Knapp nel 1932

- At the Dentist's, regia di Basil Smith - cortometraggio (1929)
- Dancing Around, regia di Basil Smith - cortometraggio (1929)
- The Plumbers Are Coming, regia di George LeMaire - cortometraggio (1929)
- Haunted; or, Who Killed the Cat?, regia di Philip Tannura - cortometraggio (1929)
- Hard Boiled Hampton, regia di George LeMaire - cortometraggio (1929)
- Beach Babies, regia di Bradley Barker - cortometraggio (1929)
- Big Time Charlie, regia di George LeMaire - cortometraggio (1929)
- Gentlemen of the Evening, regia di George LeMaire - cortometraggio (1929)
- The Smooth Guy, regia di Monte Carter - cortometraggio (1929)
- His Operation, regia di Bradley Barker - cortometraggio (1929)
- Love, Honor and Oh! Baby, regia di George LeMaire - cortometraggio (1929)
- Wednesday Night at the Ritz, regia di Philip Tannura - cortometraggio (1929)
- All Stuck Up, regia di George LeMaire - cortometraggio (1930)
- A Tight Squeeze, regia di George LeMaire - cortometraggio (1930)
- System - cortometraggio (1930)
- Chills and Fever, regia di Arch Heath - cortometraggio (1930)
- Taxi Talks, regia di Roy Mack - cortometraggio (1930)
- La vacanza del peccatore (Sinners' Holiday), regia di John G. Adolfi (1930)
- River's End, regia di Michael Curtiz (1930)
- Mothers Cry, regia di Hobart Henley (1930)
- 50 Million Frenchmen, regia di Lloyd Bacon (1931)
- The Millionaire, regia di John G. Adolfi (1931)
- Smart Money, regia di Alfred E. Green (1931)
- The Bargain (1931)
- Fireman, Save My Child (1932)
- The Vanishing Frontier (1932)
- The Night Mayor (1932)
- Una famiglia 900 (A Successful Calamity), regia di John G. Adolfi (1932)
- Air Hostess, regia di Albert S. Rogell (1933)
- His Private Secretary, regia di Philip H. Whitman (1933)
- Corruption (1933)
- Perils of Pauline (1933)
- Il mistero del ranch (1934)
- Rivalità senza rivali (1935)
- La casa degli agguati (1935)
- The Fire-Trap (1935)
- Laughing Irish Eyes (1936)
- Three of a Kind (1936)
- Un'avventura hawaiana (1938)
- Fascino del West (1938)
- Two Weeks to Live (1943)